# Parmenides från Elea

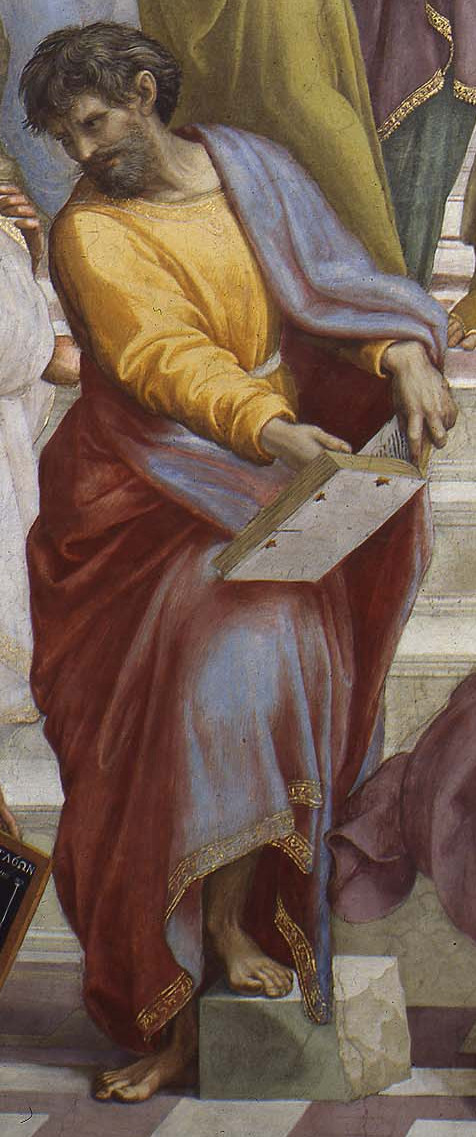
Parmenides på Rafaels fresk Skolan i Aten

Parmenides, född omkring 520/515, död omkring 460/455 f.Kr., var en filosof som föddes i den grekiska kolonin Elea i södra Italien.
Parmenides är en av de grekiska filosoferna från den klassiska perioden. Han är en av de mest framstående bland försokratikerna. Hans verk "Om naturen", en dikt på hexameter, är endast delvis bevarat.

## Lära
Parmenides menade, att vår uppfattning om världen omkring oss som skapas utifrån våra sinnesorgan är felaktig och att det finns en sann verklighet som består oberoende av våra sinnen. Han lärde vidare att endast det som existerar finns till. Det som inte existerar har inte funnits, finns inte nu och kommer inte att finnas i framtiden. Utifrån detta menade han att varat, materien, alltid har funnits och kommer alltid att finnas eftersom ingenting kan bli till av ingenting.
Parmenides menade således, att tanken på det icke varande inte heller är möjlig. Detta får till följd att tomrum är något som inte existerar, vilket i sin tur betyder att det inte kan finnas rörelse, eftersom rörelse kräver tomrum att fylla upp. Det är inte bara rörelsen som kräver tomrummet, det icke varande, utan även förändring och mångfald. Det kan inte finnas flera föremål, då dessa kräver tomrum som avgränsar dem från varandra. Då det inte finns något tomrum och därmed inte heller något som avgränsar dem, så kan det bara finnas ett föremål. 
En av Parmenides viktigaste slutsatser var tanken på att verkligheten är ett klot, orörligt och oföränderligt. Parmenides förkastar all förändring.
En alternativ sammanfattning beträffande bland annat Parmenides uppfattning om verklighetens beskaffenhet är som följer: Parmenides menar att en uppfattning om verkligheten baserad på hur den yttrar sig inför våra sinnen, den föränderliga mångfalden av föremål, det icke bestående, det intiga, det icke existenta, det icke substantiella, det rörliga, det skapade, är felaktig och att det verifierbart finns en sann verklighet som består och oavbrutet orsakar mångfalden.
Parmenides viktigaste och verifierbara slutsats är att verkligheten, varat, är en existent, oföränderlig och komplett helhet. Han varnar för vanetänkande.
Parmenides grundade den eleatiska skolan och en av hans lärjungar var Zenon.

## Utmärkelser
Asteroiden 6039 Parmenides är uppkallad efter honom.